# 546 г. пр.н.е.

## Събития

### В Азия

#### Във Вавилония
- Набонид (556 – 539 г. пр.н.е.) е цар на Вавилония.[1]

#### В Персийската империя
- Цар на Персийската (Ахеменидска) империя е Кир II Велики (559 – 530 г. пр.н.е.).[2]
- Противно на очакванията на враговете си в началото на годината и независимо от зимния сезон Кир нахлува в Лидия и се явява с войската си под стените на столицата Сарди. Лидийската войска е победена в сражение провело се в околните равнини, а самата столица е успешно щурмувана след 14 дни на обсада.[3]
- Цар Крез (ок. 560 – 546 г. пр.н.е.) е свален от власт, Лидия и цяла Анатолия са присъединени към Персийското царство, Кир се завръща в Екбатана като оставя подчинените си пълководци да потушат бунтовете на част от населението и да смажат съпротивата на крайбрежните обитавани от гърци райони.[3]
- Персите обсаждат град Фокея, на Йонийското крайбрежие, което принуждава населението му да го напусне като половината се преселват във фокейската колония Алалия на остров Корсика.[4]
- Персийците подчиняват Кипър.[5]

### В Африка

#### В Египет
- Фараон на Египет е Амасис II (570 – 526 г. пр.н.е).[6]

### В Европа
- През 546/5 г. пр.н.е., след около 10 години в изгнание, Пизистрат се завръща, за да завземе властта в Атина. С помощта на Лигдамис от Наксос, на наемници от Аргос и съюзници от Еретрия, Тесалия и Тива той дебаркира при Маратон, след което побеждава атинската войска в битка при Палини. Така той става тиран на Атина за трети път и се задържа на власт около 18 години до смъртта си.[7]